# Cantón de Brignoles

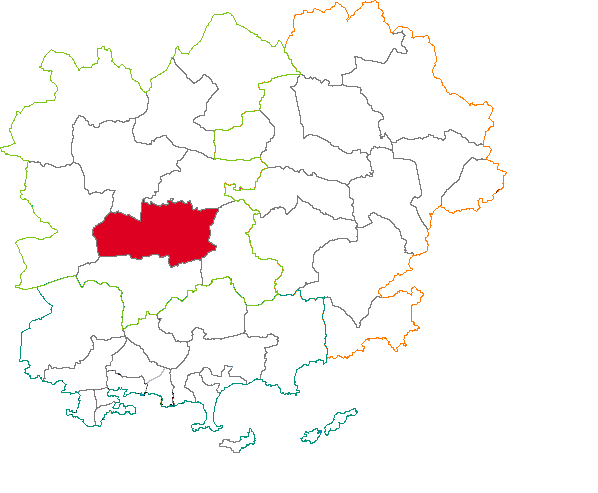
Situación del cantón en el departamento de Var.

El cantón de Brignoles es una división administrativa francesa, situada en el departamento de Var y la región de Provenza-Alpes-Costa Azul.
Este cantón se organiza alrededor de la población de Brignoles en el distrito de Brignoles. Dispone de una altitud media de 248 metros siendo de 140 metros en Le Val que es la parte más baja y de 827 metros en la Celle.

## Composición
El cantón de Brignoles incluye seis comunas:
- Brignoles
- Camps-la-Source
- La Celle
- Tourves
- Le Val
- Vins-sur-Caramy

## Demografía
La evolución de su población en los últimos años ha sido:
| 1962   | 1968   | 1975   | 1982   | 1990   | 1999   | 2006   |
| ------ | ------ | ------ | ------ | ------ | ------ | ------ |
| 10.915 | 12.780 | 14.494 | 16.043 | 19.436 | 22.193 | 26.968 |